# Mejlby (Aarhus Kommune)
 For alternative betydninger, se Mejlby. (Se også artikler, som begynder med Mejlby)
Mejlby er en landsby i Østjylland med 408 indbyggere  (2024). Mejlby er beliggende i et landbrugsområde 20 kilometer nord for Aarhus. Nærmeste byer er Hårup en halv kilometer mod syd, Lystrup 5 kilometer mod syd og Spørring 3 kilometer mod vest.
Byen ligger i Region Midtjylland og hører til Aarhus Kommune. Mejlby er beliggende i Mejlby Sogn.
Nordjyske Motorvej passerer forbi seks kilometer vest for byen. Mejlby Kirke er beliggende i Mejlby.